# Aracana ornata
Aracana ornata és una espècie de peix de la família dels aracànids i de l'ordre dels tetraodontiformes.

## Morfologia
- Els mascles poden assolir 15 cm de longitud total.[3][4]

## Hàbitat
És un peix marí i de clima temperat que viu entre 5-60 m de fondària.

## Distribució geogràfica
Es troba a Austràlia: des del sud d'Austràlia Occidental fins a l'oest de Victòria i Tasmània.